# Пінеллас-Парк
Пінеллас-Парк (англ. Pinellas Park) — місто (англ. city) в США, в окрузі Пінеллас на заході штату Флорида, на узбережжі Мексиканської затоки Атлантичного океану. Західне передмістя Тампи. Населення — 53 093 особи (2020). Місто входить до агломерації Тампа—Сент-Пітерсбург—Клірвотер з населенням 2 747 272 особи (2009 рік).

## Географія
Пінеллас-Парк розташований за координатами 27°51′32″ пн. ш. 82°42′30″ зх. д. / 27.85889° пн. ш. 82.70833° зх. д. (27.858883, -82.708213).  За даними Бюро перепису населення США в 2010 році місто мало площу 41,90 км², з яких 40,16 км² — суходіл та 1,74 км² — водойми.

## Демографія
Згідно з переписом 2010 року, у місті мешкало 49 079 осіб у 20 623 домогосподарствах у складі 12 434 родин. Густота населення становила 1171 особа/км².  Було 23458 помешкань (560/км²).
Расовий склад населення:
| - 81,7 % — білих - 7,3 % — азіатів - 4,7 % — чорних або афроамериканців - 0,3 % — корінних американців - 0,1 % — вихідців з тихоокеанських островів - 3,2 % — осіб інших рас |

До двох чи більше рас належало 2,7 %. Частка іспаномовних становила 10,7 % від усіх жителів.
За віковим діапазоном населення розподілялося таким чином: 19,5 % — особи молодші 18 років, 61,9 % — особи у віці 18—64 років, 18,6 % — особи у віці 65 років та старші. Медіана віку мешканця становила 42,7 року. На 100 осіб жіночої статі у місті припадало 94,5 чоловіків;  на 100 жінок у віці від 18 років та старших — 92,0 чоловіків також старших 18 років.
Середній дохід на одне домашнє господарство  становив 52 638 доларів США (медіана — 41 494), а середній дохід на одну сім'ю — 62 322 долари (медіана — 52 542). Медіана доходів становила 36 403 долари для чоловіків та 35 502 долари для жінок. За межею бідності перебувало 14,5 % осіб, у тому числі 20,6 % дітей у віці до 18 років та 9,5 % осіб у віці 65 років та старших.
Цивільне працевлаштоване населення становило 23 187 осіб. Основні галузі зайнятості: освіта, охорона здоров'я та соціальна допомога — 18,9 %, роздрібна торгівля — 14,8 %, науковці, спеціалісти, менеджери — 11,0 %, виробництво — 10,7 %.